# سارة ووكر (موسيقية)
سارة ووكر (بالإنجليزية: Sarah Walker)‏ هي مؤدية وموسيقية ومغنية ومغنية أوبرا بريطانية، ولدت في 11 مارس 1943 في شلتنهام في المملكة المتحدة.

## وصلات خارجية
- سارة ووكر على موقع IMDb (الإنجليزية)
- سارة ووكر على موقع ميوزك برينز (الإنجليزية)
- سارة ووكر على موقع أول ميوزيك (الإنجليزية)
- سارة ووكر على موقع ديسكوغز (الإنجليزية)